# Deus ex machina

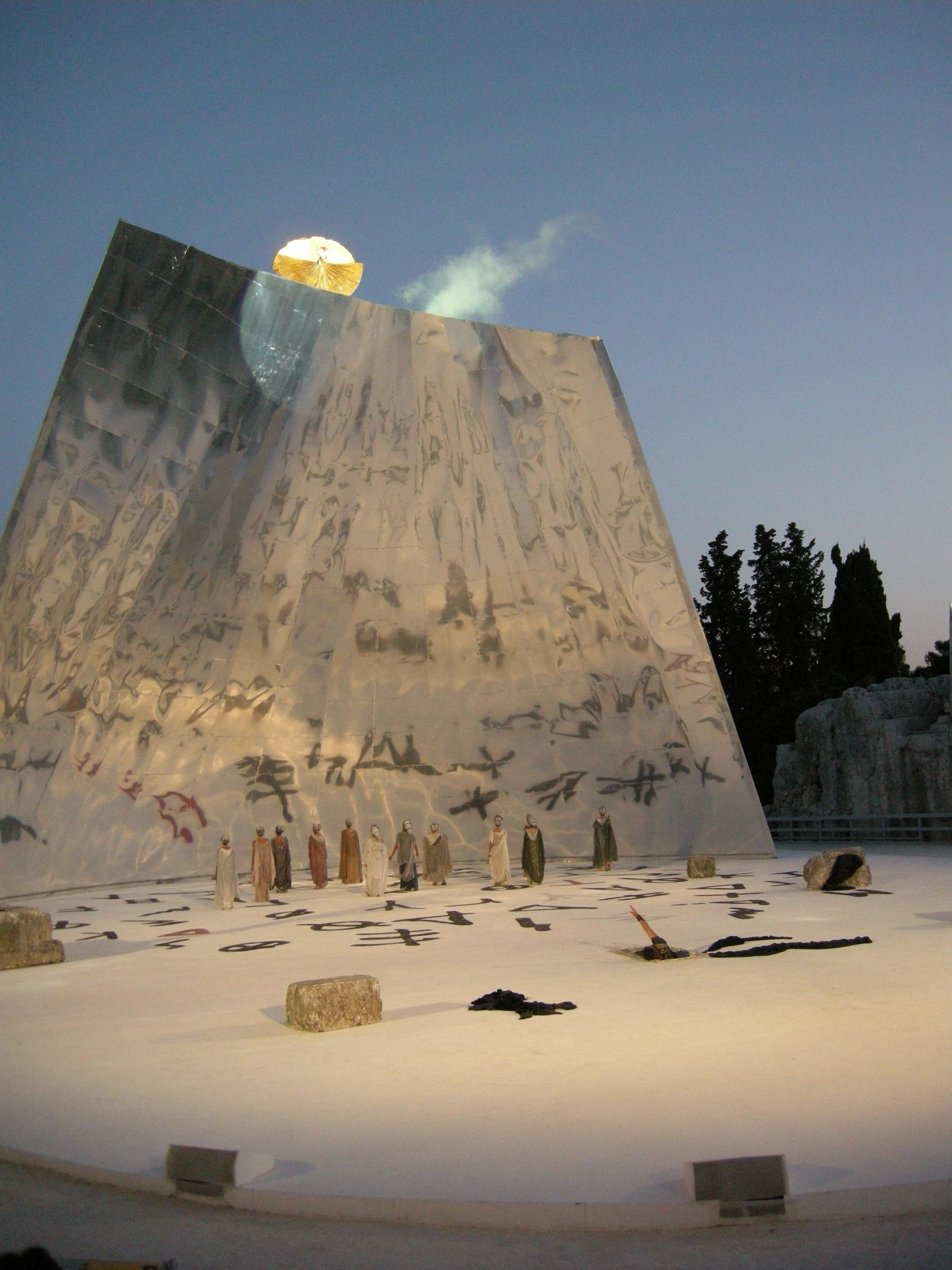
Apparizione di un personaggio divino ex machina in una rappresentazione della Medea di Euripide al teatro greco di Siracusa

Deus ex machina è una frase latina mutuata dal greco "mechanè", in greco antico: ἀπὸ μηχανῆς θεός? ("apò mēchanḗs theós") che significa letteralmente "divinità (che scende) dalla macchina". Originariamente, indica un personaggio della tragedia greca, ovvero una divinità che compare sulla scena per dare una risoluzione ad una trama ormai non risolvibile secondo i classici principi di causa ed effetto.
Per estensione, tale espressione è andata ad indicare un evento o un personaggio che, nel corso di una narrazione, ne risolve inaspettatamente gli intrecci, spesso con modalità apparentemente non correlate rispetto alla logica interna della vicenda, al punto di apparire altamente improbabile o come il risultato di un evento fortuito. Al di fuori dell'ambito narrativo, l'espressione indica una persona o un evento che inaspettatamente risolve una situazione molto difficile.

## Storia
La definizione della frase "deus ex machina" venne usata per indicare il dio che scende sulla terra e risolve la situazione. La frase trae origine dalla tragedia greca: in tale ambito, quando era necessario far intervenire una o più divinità sulla scena, l'attore che interpretava il dio era posizionato su una sorta di gru in legno, mossa da un sistema di funi e argani, chiamata appunto mechanè. L'attore veniva calato sulla scena dall'alto, simulando dunque l'intervento di una divinità che scende dal cielo.
L'intervento ex machina degli dei veniva usato, soprattutto dal tragediografo Euripide, per risolvere felicemente una situazione intricata e apparentemente senza possibile via di uscita. Secondo Aristotele, quest'espediente non deve interferire con la λύσις, ovvero con lo scioglimento dell'opera, ma deve avvenire fuori dall'azione drammatica. Nel mondo antico un uso eccessivo del deus ex machina era inoltre considerato prerogativa di autori poco raffinati che non sarebbero riusciti a sciogliere altrimenti trame complesse.